# Tulsidas
Tulsidas, (noto anche come Tulasidas, Goswāmī Tulsīdās, Tulasī Dāsa) (Gonda, 1532 – Varanasi, 1623), è stato un poeta e mistico indiano.
Probabilmente di famiglia bramanica, originaria dell'Uttar Pradesh, abbandonato dai suoi per essere nato in un giorno giudicato infausto, fu allevato da un asceta.
Visse gran tempo a Rajapur da dove si allontanò per vivere l'ultima parte della sua lunga esistenza nella città santa di Benares, dedito a studi e a pratiche religiose.
Oltre che per opere di minor rilievo, Tulsidas è ricordato per Il lago delle gesta di Rama, noto anche come Tulsi Ramayana. Elaborando liberamente il materiale del Rāmāyaṇa, Tulsidas intese cantare le lodi di Rāma, fonte di ogni salvezza per l'anima che si abbandoni fiduciosa nella pietà e nell'adorazione assoluta dell'amore divino.
Per la profonda influenza esercitata sullo spirito indiano durante la rinascita che seguì alle persecuzioni islamiche, il Ramayana di Tulsidas è considerato un testo sacro, la Bibbia delle masse indù dell'India settentrionale, letto e commentato in pubblico e in privato. Pur se non esente da taluni difetti per quanto concerne la proporzione delle varie parti, l'unità di ispirazione colloca quest'opera tra gli esempi più significativi della poesia indiana moderna e ne fa un capolavoro della lingua hindi, di cui Tulsidas è giustamente considerato il padre. Di notevole rilievo è anche il suo valore letterario grazie alla limpidezza del suo stile e alla ricchezza descrittiva e immaginativa.